# Niagara-on-the-Lake
Niagara-on-the-Lake è una città nella provincia canadese dell'Ontario, situata sulle rive del fiume Niagara e il lago Ontario. Tra il 1792 e il 1796 Niagara-on-the-Lake fu la capitale della colonia britannica dell'Alto Canada, quando il suo nome era ancora Niagara. Il nome attuale è stato adottato intorno al 1880, per differenziarsi dalla cascate omonime.
Secondo il censimento canadese del 2016, la città aveva 17 511 abitanti. Niagara-on-the-Lake è l'unica città del Canada ad avere un Lord Mayor come sindaco. Le principali fonti di ricchezza della città sono il turismo e l'agricoltura.

## Storia

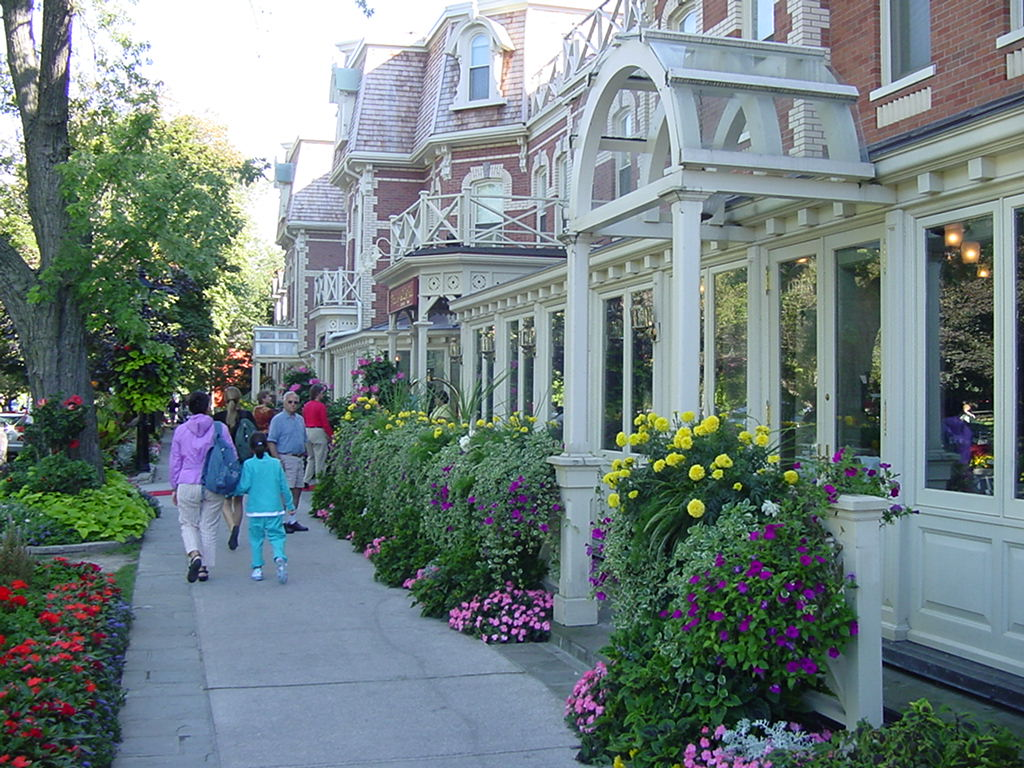
La Main Street

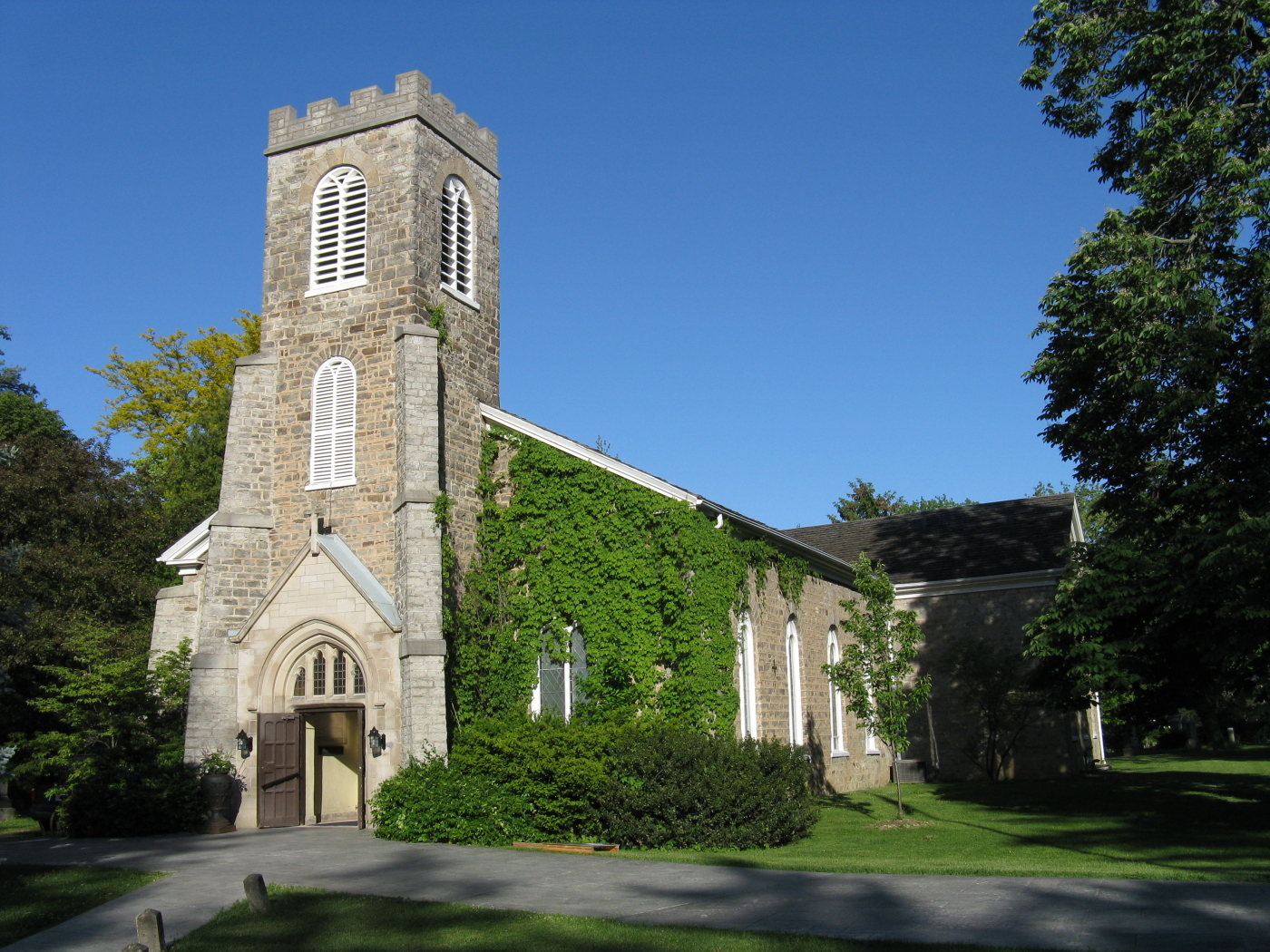
La chiesa anglicana di St. Mark

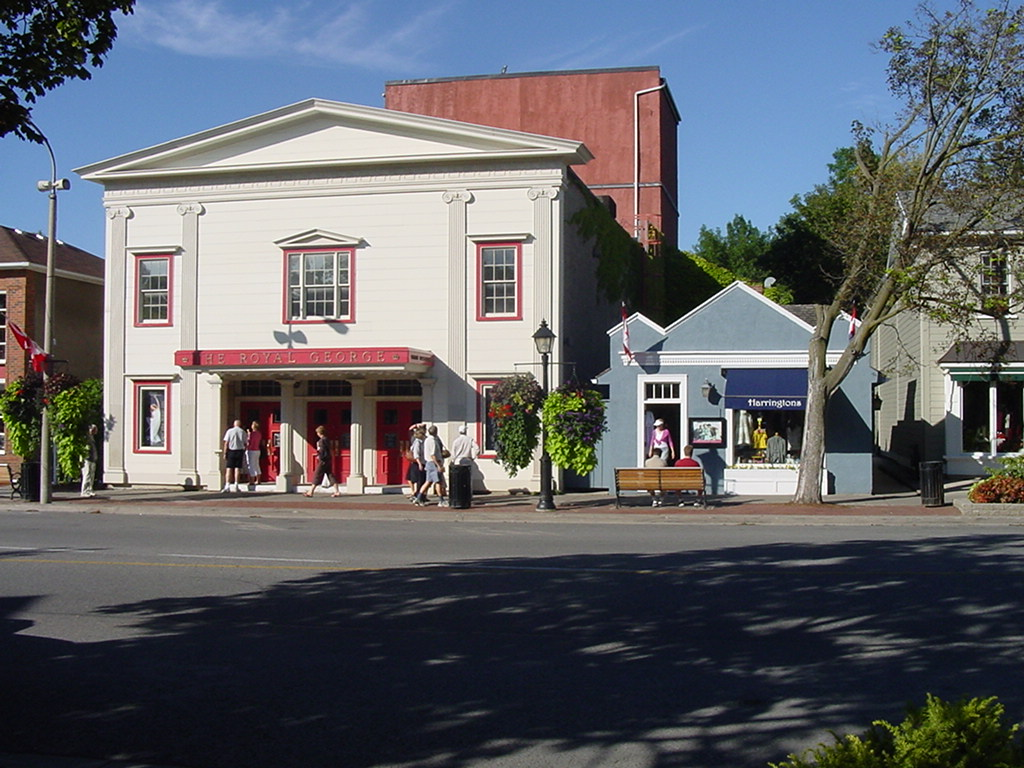
Il teatro

Prima dell'avvento dei coloni britannici il punto nel quale sorge Fort Mississauga veniva usato da almeno tre tribù di nativi americani: i Neutral nel XV secolo, i Seneca nel XVII secolo e i Mississauga nel XVIII secolo.
L'insediamento venne stabilito nel 1781 col nome di Butlersburg, in onore del colonnello John Butler, comandante dei Butler's Rangers. Successivamente, venne rinominata West Niagara per distinguerla da Fort Niagara. Rappresentava una base militare britannica e un rifugio per i lealisti in fuga dalla guerra d'indipendenza americana.
Rinominata Newark dal luogotenente governatore John Graves Simcoe nel 1792, divenne la prima capitale dell'Alto Canada. L'assemblea legislativa dell'Alto Canada si riunì per la prima volta il 17 settembre 1792 presso la Navy Hall, riunendosi nuovamente altre quattro volte fino a giugno 1796. Nel 1797 l'assemblea legislativa decise di spostare la capitale dell'Alto Canada da Newark a York poiché Newark era troppo vicina al confine con gli Stati Uniti. Nel 1798 la città venne rinominata Niagara.
Poco a sud dell'insediamento venne costruito tra il 1796 e il 1799 Fort George. Nel corso della guerra anglo-americana del 1812, Niagara venne presa dalle forze statunitensi nella battaglia di Fort George nel maggio 1813, dopo due giorni di bombardamenti da parte dei cannoni siti nel Fort Niagara e della flotta statunitense. Dopo aver catturato Fort George gli statunitensi vi costruirono le loro fortificazioni. Il forte e l'insediamento vennero riconquistati dai britannici nel dicembre 1813, ma lasciarono cadere in rovina il forte e lo abbandonarono nel 1815. Invece, la costruzione di Fort Mississauga iniziò nel 1813 e completato non prima della fine della guerra nel 1816. Nel corso della guerra l'insediamento di Niagara venne raso al suolo e bruciato dai soldati statunitensi mentre si ritiravano verso Fort Niagara.
Niagara venne ricostruita subito dopo la guerra, con i quartieri residenziali stabiliti nei pressi delle odierne Queen Street e King Street, fuori dal raggio d'azione dei cannoni di Fort Niagara. Già nel 1846 Niagara era cresciuta come luogo di considerevoli traffici commerciali, soprattutto grazie al porto e alle varie compagnie commerciali che si insediarono in città. Il porto si sviluppò grazie al commercio di mele, pesche e sidro, che venivano spediti annualmente in grandi quantità, attraendo anche grandi imbarcazioni. La depressione economica degli anni cinquanta del XIX secolo e la costruzione del canale di Welland provocarono il declino dell'industria di Niagara e la sua perdita di importanza come porto per il trasbordo di merci.
L'economia della città venne rinvigorita dall'avvento della ferrovia nella seconda metà del XIX secolo, trasformando la città in un'elegante meta turistica: vennero istituiti piroscafi che facevano la spola con la città di Toronto due volte al giorno, così come collegamenti ferroviari con le cascate del Niagara, con St. Catharines e con la città statunitense di Buffalo. La grande depressione del 1929 e lo scoppio della seconda guerra mondiale portarono a un radicale calo delle presenze turistiche in città, portando un nuovo declino su Niagara, dal quale riuscì a riprendersi nella seconda metà del XX secolo grazie a una ripresa del turismo.
L'attuale nome di Niagara-on-the-Lake venne adottato attorno al 1880 come indirizzo postale per distinguere la città dalle vicine cascate del Niagara. Il nome venne adottato ufficialmente nel 1970 quando la municipalità di Niagara venne aggregata alla città di Niagara.
Nel 2004 Niagara-on-the-lake venne designata dal governo canadese come distretto storico nazionale per la sua unica e preservata collezione di edifici risalenti al periodo 1815-1859, tutti eretti in un ben ordinato schema stradale a griglia.

## Monumenti e luoghi d'interesse

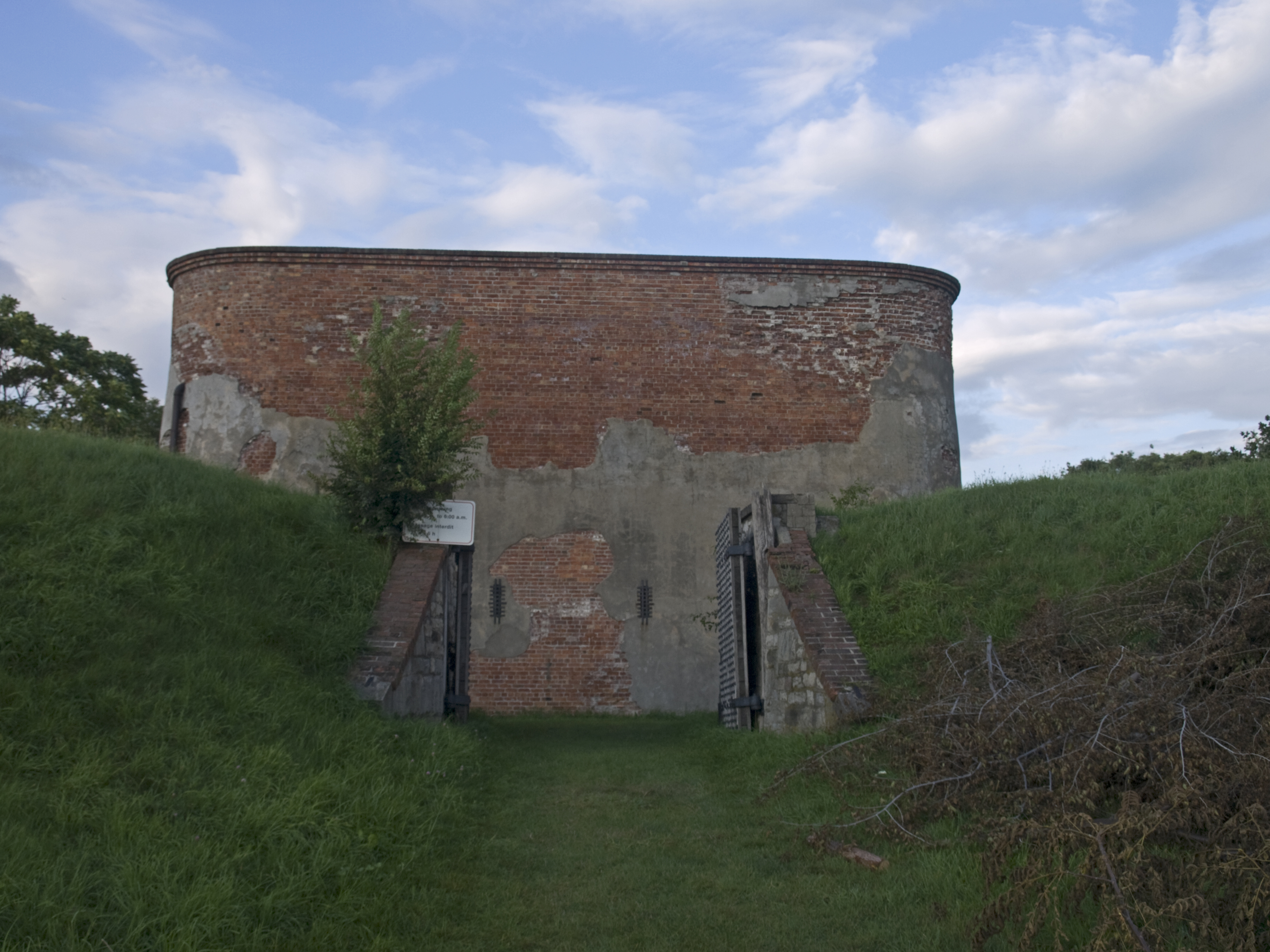
Fort Mississauga

- La ricostruzione di Fort George e il sito della relativa battaglia[9][10].
- L'accampamento di John Butler, ufficiale militare lealista, (Butler's Barracks), complesso militare di cinque edifici ricostruito sui resti degli edifici originali, costruite dai britannici nel 1812 e usato come campo militare fino a metà del XX secolo[11].
- Fort Drummond, resti di un fortino risalente alla guerra del 1812[12].
- Fort Mississauga, ampia torre difensiva dalla base quadrata costruita in un terrapieno lungo il fiume Niagara[13] e il sito del faro di Mississauga Point[14].
- Niagara Apothecary, la prima farmacia della città, sorta nel 1820 e ritenuta di importanza storica perché rappresenta un esempio di farmacia della prima metà del XIX secolo[15].
- Niagara District Court House, meglio noto come Court House Theatre, è un ex tribunale risalente al 1847 progettato dall'architetto di Toronto, William Thomas, in stile neoclassico, ora sede dello Shaw Festival, durante il quale vengono rappresentati lavori di George Bernard Shaw[16].
- Nella città sono poste una serie di targhe commemorative dei vari eventi storici che hanno caratterizzato la storia della città stessa[17].

## Cultura
Nel 1955 Niagara-on-the-lake è stata la sede dell'8º Jamboree mondiale dello scautismo, un raduno di scout, il primo ad essere ripreso da una troupe televisiva. Vi presero parte 11 000 scout circa provenienti da 71 diverse nazioni.

## Sport
Dal 1885 al 1923 Niagara-on-the-lake ha ospitato tornei internazionali di tennis sia maschili che femminili (fino al 1914), nonché per 14 volte dal 1895 al 1914 è stata sede dei campionati canadesi (Canadian Championships).